# Vojtěch Šafařík

Vojtěch Šafařík

Vojtěch Šafařík (offiziell: Šafárik; auch Adalbert Šafařík; * 26. Oktober 1829; † 2. Juli 1902) war tschechischer Chemiker und Astronom slowakischer Herkunft; seine Arbeiten schrieb er auf Deutsch und Tschechisch.

## Leben
Der Sohn von Pavel Jozef Šafárik studierte in Prag, Berlin und Göttingen Chemie. Er gehörte zu Schülern von Friedrich Wöhler und Justus von Liebig, mit dem er auch zusammenarbeitete. 1869 wurde er zum Professor der Chemie an der Tschechischen Polytechnik ernannt, 1882 zum ersten Professor für Chemie an der Karls-Universität Prag. Seit 1872 schrieb er als Redakteur für die erste tschechische chemische Fachzeitschrift Zprávy Spolku chemiků českých.
Gegen Ende seines Lebens widmete er sich ausschließlich der Astronomie. Der Mondkrater Šafařík und der Asteroid (8336) Šafařík wurden nach ihm benannt.

## Werk
In Göttingen war er an der Erforschung von Diethylmagnesium beteiligt, arbeitete an der chemischen Zusammensetzung von Platinkatalyse, Vanadium, und organmetallischen Verbindungen (Grignard-Verbindung). An der Wiener Akademie veröffentlichte er eine Arbeit über physikalische Eigenschaften von Stoffen.
Seit 1859 beteiligte er sich an der chemischen Analyse der Echtheit der Grünberger Handschrift und kam zum Ergebnis, dass es sich um ein Falsifikat handelte.
Neben Chemie beschäftigte er sich mit Mineralogie.
1860 veröffentlichte Safarik das erste Hochschul-Lehrbuch Základové chemie čili lučby und beteiligte sich an der chemischen Terminologie in tschechischer Sprache. Er verbesserte die Nomenklatur der Chemiker Jan Svatopluk Presl und Josef Jungmann.

## Schriften
- Mineralogisch-chemische Mittheilungen über neuere Vorkommnisse in Böhmen
- Základové chemie (1878) (unvollendet)
- Ueber Konstruktion von Teleskopspiegeln nach neuen Grundsätzen